# Teatro Drammatico Nazionale
Il Teatro Drammatico Nazionale, talvolta ricordato unicamente come Teatro Nazionale, era un teatro di Roma, oggi scomparso. Non si deve confondere con un altro Teatro Nazionale tuttora esistente, che è la seconda sede delle rappresentazioni (sovente ballettistiche) del Teatro Costanzi.

## Storia
Il Teatro Drammatico Nazionale nacque per volontà del commendatore Eugenio Tibaldi che ne commissionò il progetto all'architetto Francesco Azzurri. Realizzato nel 1886, lo stabile sorgeva su via Nazionale, nella parte della via successiva a largo Magnanapoli, che nel 1918 prese il nome di via IV Novembre a ricordo della vittoria dell'Italia nella Prima guerra mondiale.
Il tratto di strada era in forte dislivello poiché scendeva dalle pendici del Quirinale. Così, ingegnose soluzioni furono adottate per risolvere questo problema. Esternamente, la facciata si presentava in rigoroso stile neoclassico, divisa orizzontalmente in due da una balconata. Al livello inferiore l'ingresso si costituiva di tre archi a tutto sesto divisi da due colonne in stile corinzio: il porticato era chiuso esternamente da due mura sulle quali si aprivano due porte. Il secondo livello richiamava il primo con cinque archi a tutto sesto più piccoli che coprivano la stessa distanza degli archi del livello inferiore, intervallati da quattro colonne. Ai lati, sopra le due porte, due nicchie accoglievano due statue. Il frontone semiellittico, circondato da due sculture sdraiate, era riccamente decorato e recava scolpito sull'architrave la scritta: Teatro Drammatico Nazionale. Sul tetto trovava invece posto un giardino pensile ricco di piante e sculture.
Gli interni dovevano risolvere il problema del dislivello: al vestibolo d'ingresso seguiva infatti una grande scala che garantiva l'accesso in sala, la quale era posta ad un livello superiore rispetto al piano stradale. Lo scalone era scenografico, composto da rampe divergenti e pianerottoli a balcone. La sala era a ferro di cavallo con tre ordini di palchi ed un loggione. Le decorazioni erano molto curate e l'impiantistica adottata all'avanguardia: l'illuminazione era sia elettrica che a gas, mentre il palcoscenico era addirittura dotato di impianto telefonico.

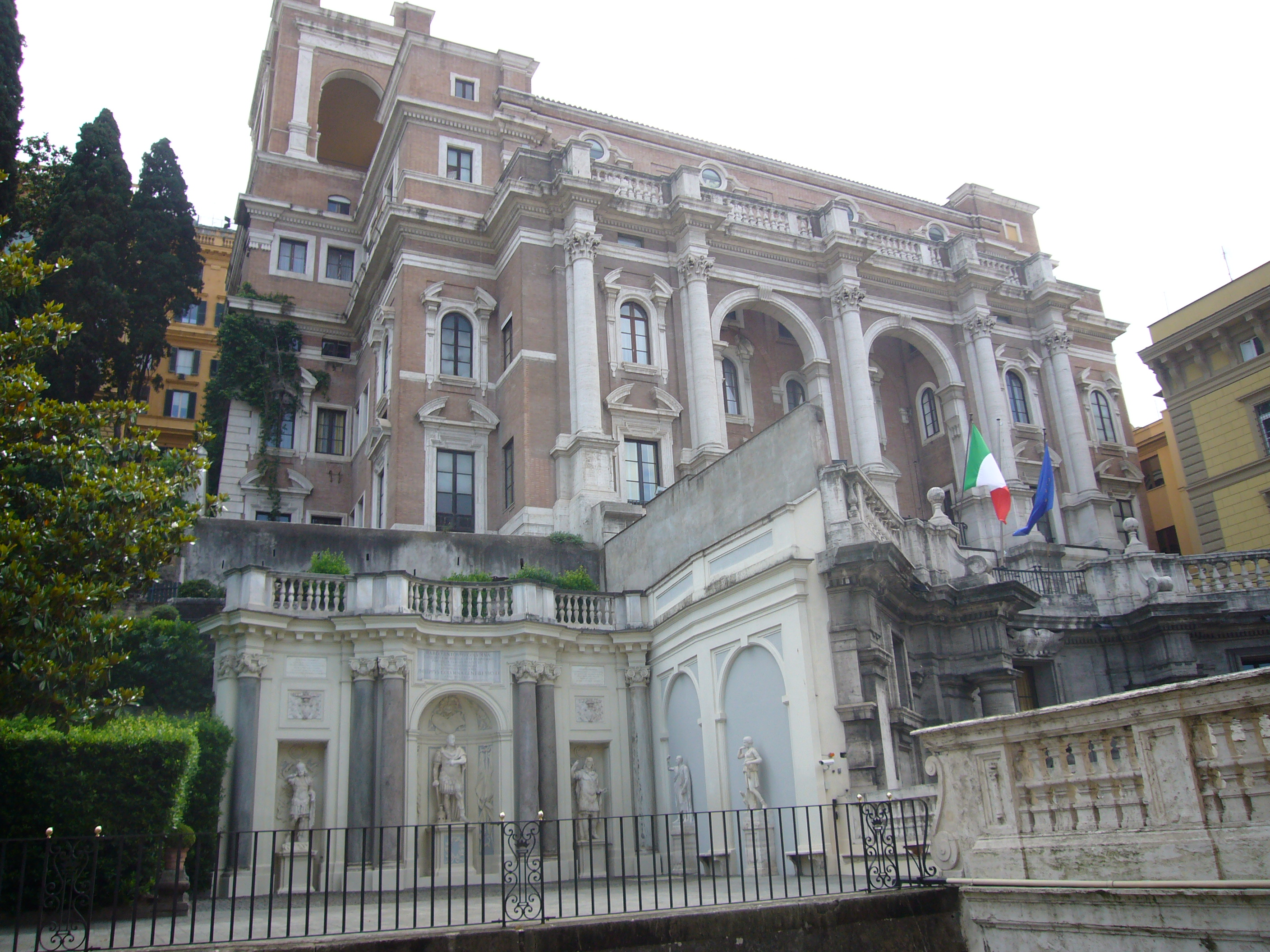
Il palazzo dell’INAIL sorto sul luogo dello scomparso Teatro Drammatico Nazionale.

Il teatro venne inaugurato il 25 luglio 1886 con una rappresentazione de La locandiera di Carlo Goldoni, messa in scena dalla Compagnia Drammatica Nazionale: proprio a questa compagnia si deve la quasi intera produzione artistica del teatro, ed è da notare che questa si incentrò sulla valorizzazione del repertorio italiano in lingua italiana e dialettale.
Il teatro ospitò anche balli, operette e opere liriche. 
Il 12 maggio 1890 fu scelto come sede del IV Congresso Drammatico Nazionale.
Nel 1896 avviene la prima assoluta di Chatterton di Leoncavallo con Adalgisa Gabbi.
Il 15 dicembre 1902 ospitò il I Congresso degli Artisti Drammatici mentre nel 1905 aprì il ridotto ad una mostra detta dei "Rifiutati", artisti che protestavano contro la Società degli Amatori e Cultori delle Belle Arti che monopolizzava le attività espositive: tra gli artisti presenti c'erano anche Gino Severini e Umberto Boccioni. 
Nel 1910 avviene la prima assoluta di Malbruk e nel 1915 di La candidata di Leoncavallo.
Il 18 aprile 1926 e per altre due sere il teatro registrò il tutto esaurito per La Locandiera nell'interpretazione dell'acclamatissima Tina Di Lorenzo, che si era ritirata dalle scene nel 1918: l'occasione era dettata da una recita di propaganda del regime fascista, interessato a raccogliere fondi.
Nonostante il successo del teatro, le rivalità con l'Eliseo e la concorrenza spietata del cinema, che godeva di maggiori finanziamenti da parte del regime, ne decretò la chiusura definitiva nel 1929: al suo posto venne costruito nel 1934 il palazzo dell'INAIL.